# ای پادشاه
ای پادشاه (ایتالیایی: 'O Re) که با نام پادشاه ناپل (انگلیسی: The King of Naples) هم شناخته می‌شود، یک درام تاریخی ایتالیایی به کارگردانی لوئیجی مانی است که در سال ۱۹۸۹ منتشر شد. این فیلم برندهٔ روبان نقره‌ای بهترین طراحی لباس شد.

## گزیدهٔ بازیگران
- جانکارلو جانینی
- اورنلا موتی
- کارلو کوروکولو
- لوک مرندا
- کورادو پانی
- آنا ماریا آکرمن
- سرجو سُلی
- یایا فورته
- آنا کاناکیس
- آلفردو واسکو